# شتاب فرمی
شتاب فرمی، که گاهی به عنوان شتاب شوک انتشار (زیر طبقه شتاب فرمی) نیز شناخته می‌شود، (به انگلیسی: Fermi acceleration)، شتابی است که ذرات بار را هنگام بازتاب مکرر متحمل می‌شوند، معمولاً توسط یک آینه مغناطیسی (مقالهٔ مکانیسم شتاب گریز از مرکز را نیز ببینید). تصور می‌شود این مکانیسم اصلی غیر حرارتی است که ذرات انرژی در امواج شوک اخترفیزیکی بدست می‌آورند. این نقش در بسیاری از مدل‌های اخترفیزیکی، عمدتاً از شوک‌هایی از جمله شراره‌های خورشیدی و بازمانده ابرنواختر نقش بسیار مهمی ایفا می‌کند.
دو نوع شتاب فرمی وجود دارد: شتاب درجه اول فرمی (در شوک) و شتاب مرتبه دوم فرمی (در محیط حرکت ابرهای گازی مغناطیسی). در هر دو مورد، محیط باید بدون برخورد باشد تا مکانیسم مؤثر باشد. این امر به این دلیل است که شتاب فرمی تنها در مورد ذرات دارای انرژی بیش از انرژی حرارتی اعمال می‌شود و برخورد مکرر با ذرات اطراف باعث اتلاف شدید انرژی می‌شود و در نتیجه هیچ شتابی رخ نخواهد داد.